# قادریه
قادریه از جمله طریقت‌های تصوف اهل سنت است. قادریان از پیروان شیخ عبدالقادر گیلانی (تولد ۵۶۲ ق ایران _گیلان)، ملقب به غوث الاعظم ، هستند.

## تاریخچه

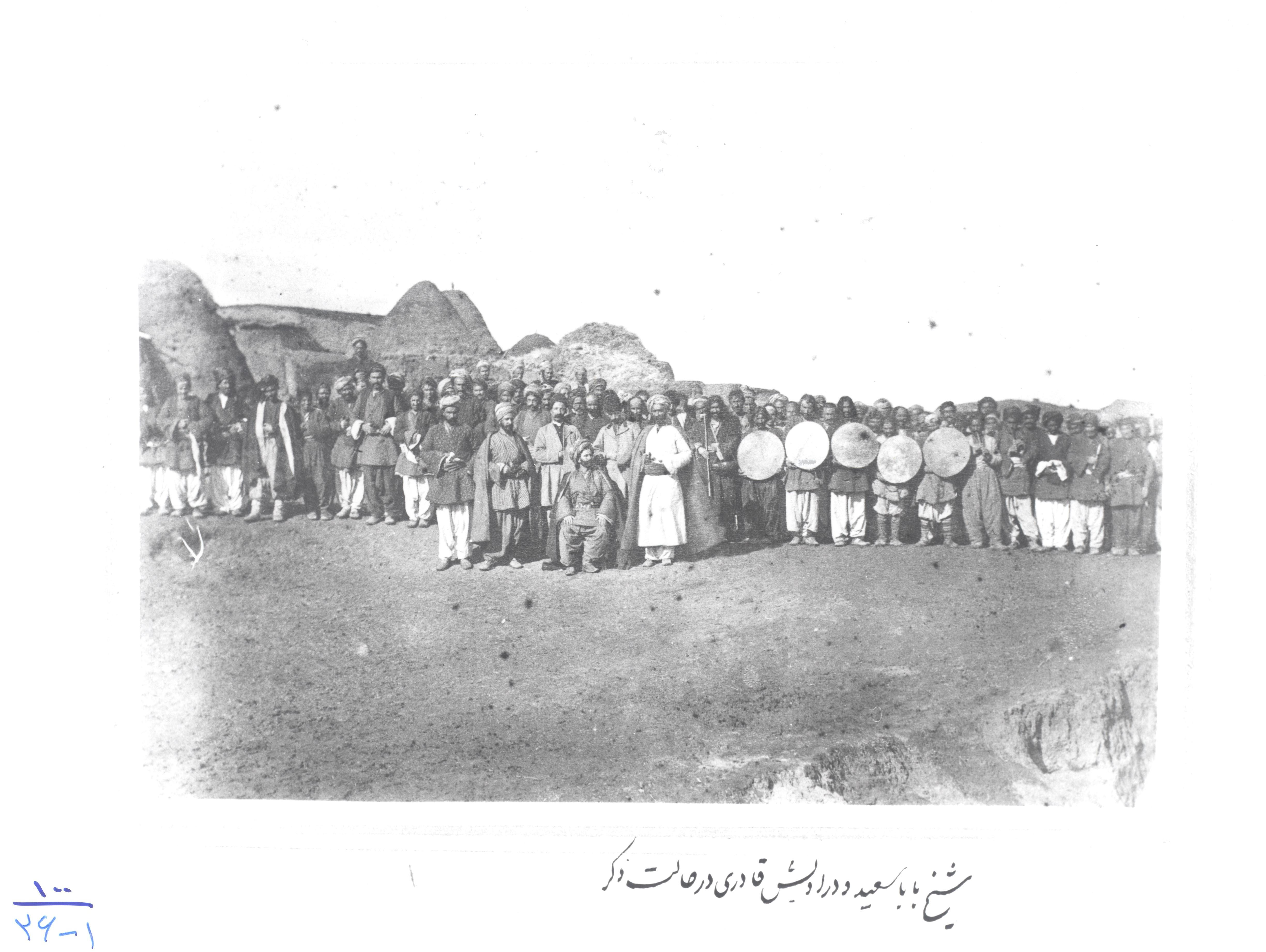
شیخ بابا سعید و دراویش قادری در حال ذکر(عکس از آرشیو سایه کاخ گلستان) شیخ بابا سعید فرد نشسته در جلوی تصویر

بنیانگذار قادریه را عبدالقادر گیلانی می‌دانند که در بغداد مدفون است. شیخ بابا سعید یکی از روسای فرقه در زمان قاجار بود. در سفر نامه فرمان‌ فرما عکسی از این فرقه در حال ذکر گفتن دیده می شود.

## باورها و اعتقادات
پیروان این مکتب به وحدت وجودی معتقد هستند و به محبت و خدمت شهرت دارند. اگرچه در اصل از بین حنبلی‌ها برخاسته‌اند، تا حدود زیادی اهل تسامح بودند. در این طریقت به حفظ سنت و شعائر تأکید می‌شود. بخش اعظم پیروان طریقت‌های صوفیه در بالکان با توجه به عدم بهره‌مندی از منابع اصیل اسلامی و شیوخ واقعی در بسیاری از موارد به انحراف کشیده شده‌اند. این طریقت که اصالتاً متعلق به اهل سنت می‌باشد و از طریقت‌های اربعه اهل سنت می‌باشد اما در میان مسلمانان پیروان بسیاری دارد.در ایران در کردستان و مناطق کردنشین بیشترین پیروان این طریقه وجود دارند. پیروان مکتب قادری قائل به سماع و وجد هستند و شادی جسم را سبب پاکی روح می‌دانند.

### افغانستان
این فرقه در سده شانزدهم میلادی در هند مستقر شد و در همان‌جا برخی از پشتون‌ها را به سوی خود جذب نمود. در میان قبایل پشتون، فرقه قادریه پیروان بسیاری دارد که رهبری آن به دست خاندان گیلانی است.
نقیب صاحب، پدر سید احمد گیلانی، در دهه دوم قرن نوزدهم میلادی در حومه جلال‌آباد در شرق افغانستان رهبری این فرقه را بر عهده داشت که پس از او رهبری به فرزندش (احمد گیلانی) رسید. وی نیز در کنار رهبری فرقه قادریه به کارهای سیاسی و تأسیس حزب محاذ ملی افغانستان پرداخت که این حزب در کنار سایر تنظیم‌های جهادی در جنگ علیه روسها نقش فعالی داشت. خاندان گیلانی از اقوام سببی محمد ظاهر شاه می‌باشند.

### ترکیه
در ترکیهٔ عثمانی پیروان زیادی داشته‌است.